# Katolikus Izabella-rend

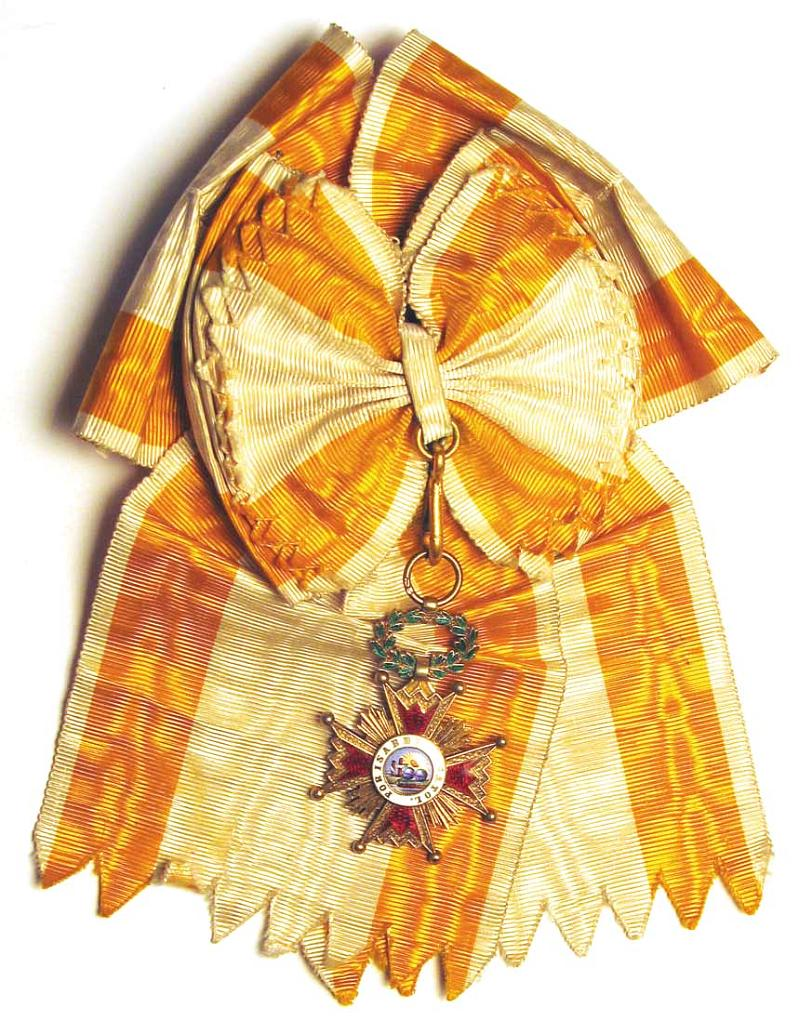
A Katolikus Izabella-rend nagykeresztje

A Katolikus Izabella-rend szalagsávja

Az Izabelláról (1451–1504), Kasztília és Aragónia királynőjéről elnevezett Katolikus Izabella-rend (spanyolul: Orden de Isabel la Católica) nagykeresztje a legmagasabb, nem államfőnek járó spanyol elismerés. Három osztálya van, VII. Ferdinánd spanyol király alapította 1815. március 24-én.
Magyar származású kitüntetettek: 
- Kada Lajos érsek, spanyolországi apostoli nuncius
- Lenhossék József (1818–1888) orvos, anatómus, antropológus, az MTA tagja
- Schmitt Pál (a Magyar Olimpiai Bizottság elnöke)
- Gyurcsány Ferenc miniszterelnök[1]
- Scholz László műfordító, hispanista
- Szanyi Tibor államtitkár[2]